# Sophie Lascelles
Sophie Amber Pearce (nacida Lascelles, 1 de octubre de 1973) es una fotógrafa británica, y pariente de la Familia Real Británica.

## Primeros años
Lascelles nació en Thorpeness, la hija de James Lascelles y su primera esposa, Frederica Ann Duhrssen. Su abuelo paterno es George Lascelles (el primo de Isabel II del Reino Unido). Lascelles ocupa un puesto en la línea de sucesión al trono británico por ser descendiente de Jorge V. Es prima tercera de la reina Isabel II a través de su abuelo, George Lascelles, VII conde de Harewood.

## Educación
Desde 1997 a 1998, Lascelles estudió Arte y Diseño en la Universidad de Coventry. Asistió a la Universidad de Middlesex desde 1998 a 2001, y se graduó de un bachillerato en artes. Luego asistió al Slade School of Fine Art.

## Carrera
Sophie Lascelles trabajó para Footsbarn Travelling Theatre a principios de los 90s. Exhibe sus fotografías en estudios como el de Danielle Arnaud.

## Vida personal
Sophie se casó con Timothy Pearce (nacido en 1955) el 11 de junio de 2011. Tienen una hija, Lilianda Rose Pearce, nacida en 2010.

## Sucesión
| Precedido por: Fran Lascelles | Línea de sucesión al trono Británico 69º. | Sucesor: Jeremy Lascelles |